# Чернівці (газета)
«Чернівці» — газета Чернівецької міської ради, заснована 1990 року. Перше число видання вийшло 24 листопада на 8 сторінках з привітаннями письменника Олеся Гончара, народного артиста Української РСР Петра Міхневича, поета, кінодраматурга, члена Спілки письменників СРСР Михайла Ткача. Авторами перших публікацій стали Петро Гончар, Михайло Гомальський, Юхим Гусар, Михайло Івасюк, Анатолій Круглашов, Олександр Кузьмічов, Олександр Масан, Василь Селезінка, Галина Тарасюк, Володимир Фінів. Художнє оформлення видання здійснив український графік, член Спілки художників України Орест Іванович Криворучко.
Газета виходить раз на тиждень на 16-24 сторінках. Редакція видає також офіційний додаток під назвою «Ратуша», в якому публікує рішення сесій міської ради, міськвиконкому, ухвали міського голови та інші офіційні документи.
Видання висвітлює життя міської територіальної громади, діяльність міськради та Садгірської, Першотравневої, Шевченківської (Ленінської) районних органів місцевого самоврядування, пропагує їхні законодавчі документи, а такаж подає матеріали на соціально-економічну і культурно-мистецьку тематику, пише про проблеми і болі пересічних чернівчан. Підтримує творчі зв'язки з газетами міст-побратимів Чернівців, зокрема Коніна (Польща), Клагенфурта (Австрія), Солт-Лейк-Сіті (США)…
Мова видання українська.
Адреса редакції: м. Чернівці, вул. Ольги Кобилянської, 2. www.chemivtsy.net
Головними редакторами тижневика «Чернівці» були:
- Гусар Юхим Семенович
- Фінів Володимир Петрович
- Команяк Наталія Іванівна
- Бабух Василь Іванович
- Семчук Василь Степанович- з вересня 2015 р.

На початок березня 2013-го року вийшло 1165 номерів газети. На творчих посадах працюють: Василь Бабух, Роман Клим, Василь Семчук, Ігор Заремський, Наталія Пожарук, Лариса Артеменко, Валентина Кукурудз, Наталія Фещук, Наталія Синицька, Олеся Тирон, Раїса Яковлєва.